# 育林乡
育林乡，是中华人民共和国黑龙江省绥化市明水县下辖的一个行政建制镇。
明水县人民政府相关文件中，将育林畜牧场的指标情况包含在育林乡内。

## 行政区划
育林乡下辖以下地区：
示范村、先进村、兴华村、爱林村、胜利村、富裕村和东方红村。